# كريستيانو كورديرو
كريستيانو كورديرو (بالبرتغالية: Cristiano Cordeiro‏) هو لاعب كرة قدم ومدرب كرة قدم برازيلي في مركز الدفاع، ولد في 14 أغسطس 1973 في بورتو أليغري في البرازيل. شارك مع منتخب هونغ كونغ لكرة القدم. أما مع النوادي، فقد لعب مع نادي إنترناسيونال ونادي جنوب الصين ونادي سون هي ونادي فورتاليزا.

## وصلات خارجية
- كريستيانو كورديرو على موقع قاعدة بيانات كرة القدم.إي يو (الإنجليزية)
- كريستيانو كورديرو على موقع ناشيونال فوتبول تيمز (الإنجليزية)
- كريستيانو كورديرو على موقع Soccerway.com (الإنجليزية)